# John Rodgers (1772-1838)
Pour les articles homonymes, voir John Rodgers.
John Rodgers, né le 11 juillet 1772 et mort le 1er août 1838, est un officier de l'United States Navy qui a servi sous six présidents différents etconsacré presque quarante ans de sa vie à son pays.

## Histoire
John Rodgers passe sa jeunesse en apprentissage sur des navires marchands naviguant vers l'Europe. Lorsque la quasi-guerre commence, il est nommé second lieutenant sur l'USS Constellation, participant ainsi à la capture de l'Insurgente. Durant la guerre de Tripoli, il commande l'USS John Adams, battant les flottes Barbares au large de l'Afrique du Nord à la tête de l'escadre de la Méditerranée,. Il tire le premier coup de canon de la guerre anglo-américaine de 1812 à bord de son navire amiral l'USS President, jouant un rôle important dans la recapture de Washington après que les Britanniques avaient brûlé le Capitole.
Après la guerre, Rodgers participe à la vie politique de son pays, fort de son expérience. Il est nommé à la tête de la commission navale par le président James Madison, avant d'être nommé secrétaire à la Marine par intérim brièvement, en 1823.
En 1837, sa santé déclinant, il démissionne avec l'accord du président Andrew Jackson et du secrétaire à la marine Mahlon Dickerson. Il meurt l'année suivante dans les bras de son majordome.
Ses enfants et petits-enfants, continuant la tradition familiale, seront eux aussi commodores, voire amiraux dans l'US Navy.